# Dafydd Iwan

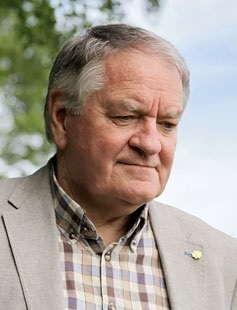
Dafydd Iwan

Dafydd Iwan (* 24. August 1943 in Brynaman, Carmarthenshire) ist ein walisischer Sänger, Unternehmer und Politiker. Er war Präsident der nationalistischen Partei Plaid Cymru (Partei von Wales) und setzt sich seit Jahrzehnten in seinen Liedern und seiner Politik für ein freies, von England unabhängiges Wales ein.
Dafydd Iwan Jones verbrachte den Großteil seiner Jugend in Bala, Gwynedd, bevor er die University of Wales in Cardiff besuchte. In dieser Zeit wurde er als Liedermacher bekannt, der auf walisisch Folkmusik schrieb und spielte.

## Musikalische Karriere
Iwans früheste Stücke waren walisische Übersetzungen von Liedern amerikanischer Folk- und Protestsänger, darunter Woody Guthrie, Pete Seeger und Bob Dylan. Bald jedoch begann Dafydd Iwan erste eigene Balladen zu schreiben. Die bekanntesten von diesen waren politischer Art. Zur Investitur von Prinz Charles zum Prince of Wales verfasste er 1969 beispielsweise das satirische Lied Carlo („Charlie“).
Selbst geschriebene Liebeslieder und Variationen überlieferter walisischer Volkslieder gehörten jedoch gleichermaßen zu seinem Repertoire.
Ende der 1960er Jahre wurden die Medien auf ihn aufmerksam, dies sowohl wegen seiner Musik wie auch wegen seiner politischen Aktivitäten, die ihm 1970 im Kampf um die Gleichberechtigung der walisischen Sprache einen Gefängnisaufenthalt einbrachten. Diese Erfahrung verarbeitete er im Lied Pam fod eira'n wyn? („Warum ist Schnee weiß?“)
Während der 1970er beschäftigte sich Dafydd Iwan (und seine Lieder) mit Themen wie Chile unter Pinochet, die autonome Selbstverwaltung für Wales, dem Vietnamkrieg und den Unruhen in Nordirland. Sein Internationalismus hielt in den folgenden Jahren an, er behandelte in seinen Liedern Themen wie das Massaker am Platz des himmlischen Friedens (1989), den Golfkrieg (1990) und den Tagebau in den Tälern von Südwales (1995). Sein bis heute größter Erfolg, das 1981 veröffentlichte, „Yma O Hyd“ („Immer noch hier“) ist in seiner Heimat zu einer Art Hymne geworden.
1982 und 1983 unternahm Dafydd Iwan zwei Tourneen mit der Folk-Gruppe Ar Log, aus denen auch Platten entstanden. Der musikalische Standard von Ar Log hob Iwans eigene Bühnenpräsenz auf ein neues Level. Der Erfolg mit Ar Log brachte ihn dazu, weiterhin öffentlich in Klubs, Gemeindehäusern, Eisteddfod-Veranstaltungen, Parteiabenden und ähnlichen Anlässen in ganz Wales aufzutreten.
Etwa zur Jahrhundertwende kündigte Dafydd Iwan an, nicht mehr regelmäßig aufzutreten, gelegentlich tut er dies weiterhin. Das Ende seiner musikalischen Karriere fiel mit der Einrichtung der National Assembly for Wales und dem Einzug einer neuen Generation in die walisische Politik zusammen.

## Öffentliches Leben
Dafydd Iwan war einer der Gründer des wichtigsten walisischen Plattenlabels Sain Recordiau Cyf, dessen Geschäfte er heute noch leitet.
Für seine langjährigen Verdienste um die walisische Sprache wurde er am National Eisteddfod Bangor 1971 zum Ehrenmitglied der walisischen Bardengemeinschaft Gorsedd Beirdd Ynys Prydain ernannt.
Dafydd Iwan war von 2003 bis 2010 Vorsitzender von Plaid Cymru. Er wurde als einigende Kraft in der Partei gesehen, die in den Jahren zuvor einige schwächende Spaltungen zu überstehen hatte.
Dafydd Iwan war bis 2008 Mitglied für Plaid Cymru im Grafschaftsrat Gwynedd.

## Alben
- Yma Mae 'Nghân (1972)
- Mae'r Darnau yn Disgyn i'w Lle (1976)
- Carlo a Chaneuon Eraill (1977)
- 20 o Ganeuon Gorau
- I'r Gad (1977)
- Bod yn Rhydd (1979)
- Ar Dan (Live) (1981)
- Rhwng Hwyl a Thaith (mit Ar Log) (1982)
- Yma o Hyd (mit Ar Log) (1983)
- Gwinllan a Roddwyd (1986)
- Dal I Gredu (1991)
- Caneuon Gwerin (1994)
- Cân Celt (1995)
- Y Caneuon Cynnar (Early recordings) (1998)
- Yn Fyw Cyfrol 1 (Live album) (2001)
- Yn Fyw Cyfrol 2 (Live album) (2002)
- Goreuon Dafydd Iwan (2006)